# Panzer
Panzer (pronunciaciónⓘ) es una forma abreviada de panzerkampfwagen, una palabra alemana que significa «vehículo de combate blindado». Hace referencia a los carros de combate alemanes que se utilizaban durante el transcurso de la Segunda Guerra Mundial.

## Historia
Los Panzer eran el componente principal de la Blitzkrieg. Esta táctica se concentraba en golpear con fuerza un punto concreto (schwerpunkt), utilizando la velocidad y maniobrabilidad de los tanques. Asimismo, los tanques no eran dispersados en pequeñas unidades de apoyo a la infantería, sino que formaban unidades móviles conocidas como divisiones Panzer (Panzerdivision).
Acompañadas por aviones Stuka y tropas motorizadas, las Panzerdivision consiguieron invadir los Países Bajos, Bélgica y Francia en apenas dos meses. En el Frente Oriental, la Wehrmacht alcanzó las puertas de Moscú durante la campaña de 1941. Unidades de infantería pesada o móvil eran usadas junto a cañones de asalto para dar apoyo a las divisiones blindadas de la Wehrmacht.
Los primeros años de la contienda fueron el apogeo del Panzer. Las estepas rusas o los desiertos del norte de África eran terrenos ideales para la guerra relámpago. Sin embargo, existían complicaciones, como las dificultades de comunicación y logística, el abastecimiento de los tanques o que la infantería no podía alcanzar a los carros de combate.
Después de las derrotas en El Alamein y Stalingrado (donde los Panzer no podían competir), los Panzer lucharon en inferioridad numérica frente a un enemigo cada vez mayor. Puesto que la movilidad ya no era decisiva, aparecieron los tanques pesados para enfrentarse a un mayor número de tanques aliados.
Tras la batalla de Kursk a mediados de 1943, los Panzer demostraron que habían perdido su superioridad ofensiva y debían utilizar la defensa, coordinándose con las otras fuerzas. Las últimas tentativas de la Blitzkrieg ocurrieron en la batalla de las Ardenas.
La producción, que era de 3800 tanques en 1941 (23 Panzerdivision a finales de 1941), alcanzó su punto máximo en 1944, con 19 000 vehículos blindados, incluyendo 8300 tanques (30 Panzerdivision y Panzer/SS en 1944). Sin embargo, esta cifra era muy inferior a la de los tanques aliados: 51 200 tanques construidos en 1944.

## Modelos

### Grosstraktor
Número construido: 6
Año: 1928
Tipo: Tanque Ligero
A Alemania se le prohibió producir y usar tanques debido al Tratado de Versalles . Pero un programa secreto bajo el nombre en clave "Traktor" estaba desarrollando artillería y vehículos militares blindados. Los Grosstraktors se utilizaron solo para entrenamiento.

### Leichttraktor
Número construido: 4
Año: 1930
Tipo: Tanque Ligero
Dos años después del proyecto "Grosstraktor", se construyeron prototipos de "Leichter Traktor" ("Tractor ligero"). En los primeros años de la Segunda Guerra Mundial se utilizaron como tanques de entrenamiento. Los alemanes probaron el tanque en la Unión Soviética bajo el Tratado de Rapallo .

### Neubaufahrzeug
Número construido: 5
Año: 1934
Tipo: Tanque Pesado
La serie alemana de prototipos de tanques Neubaufahrzeug fue un primer intento de crear un tanque pesado para la Wehrmacht después de que Adolf Hitler llegara al poder. Con múltiples torretas, pesadas y lentas, no se consideraron lo suficientemente exitosas como para continuar con la producción limitada. Por lo tanto, solo se hicieron cinco. Estos se utilizaron principalmente con fines de propaganda, aunque tres participaron en la Batalla de Noruega en 1940.

### Panzer I
Número construido: 1493
Año: 1934
Tipo: Tanque Ligero

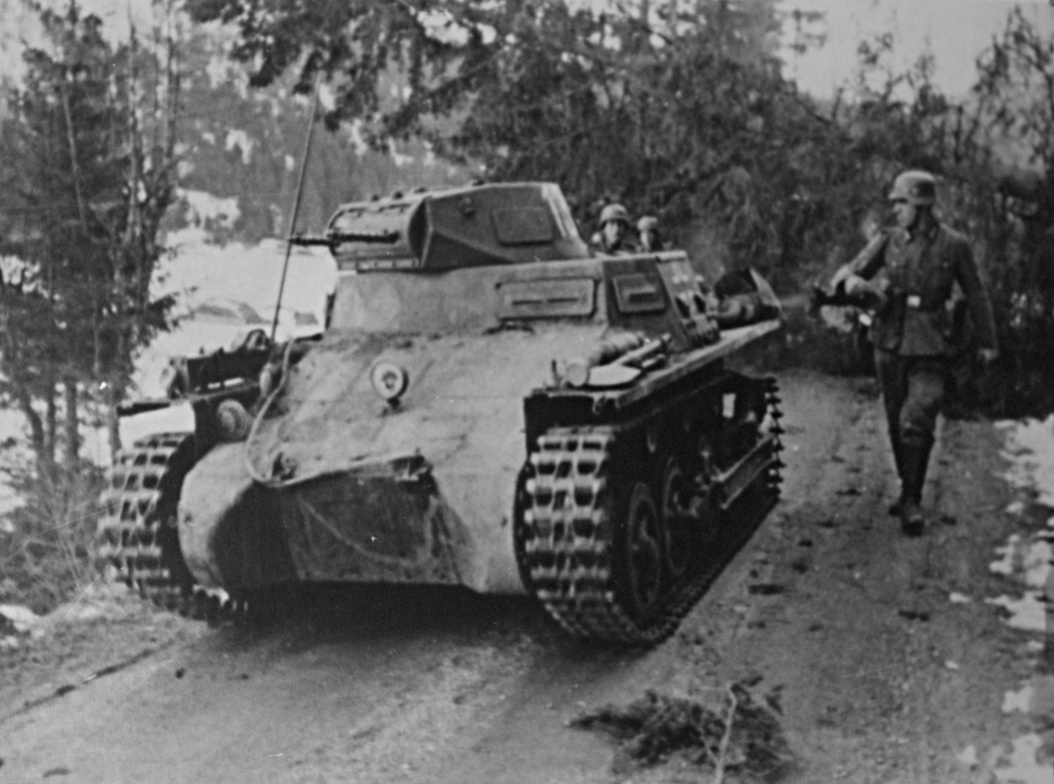
Un Panzer I pasando un bloqueo carretero en Bergsund, Noruega (abril de 1940).

También conocido como PzKpfw I, Panzerkampfwagen I, Sd. Kfz. 101.
El Panzer I no intentó ser un vehículo de combate, sino una introducción para la industria y el ejército con el tanque. Su producción terminó en 1937, construyéndose 1867 chasis, de los cuales 1493 dispusieron de torretas y el resto fueron utilizados como vehículos de mando o entrenamiento.
Variantes:
- Panzer I (A, B y F): armado con dos ametralladoras MG 13 de 7,92 mm.
- Panzer I (C): armado con un rifle antitanque Einbauwaffe 141 semiautomático de 7,92 × 94 mm
- Panzerjäger I: Se utilizó el chasis del Panzer I con un cañón checo capturado Pak (t) 36 L/43.4 de 47 mm.
- sIG 33 (Sf) auf Panzerkampfwagen I Ausf B de 15 cm: a veces denominado (extraoficialmente) como el Sturmpanzer I Bison, chasis del Panzer I con un obús de 15 cm.
- Flakpanzer I: Una rara modificación que intentó convertir el Panzer I en un cañón antiaéreo autopropulsado mediante la adición de un solo cañón automático antiaéreo de 20 mm; no se produjo ampliamente debido a su limitada utilidad operativa.
- Sd.Kfz. 265 Panzerbefehlswagen: fue el primer vehículo de comando blindado diseñado específicamente para el ejército alemán; un tipo de vehículo de combate blindado diseñado para proporcionar al comandante de una unidad de tanques movilidad y comunicaciones en el campo de batalla.

### Panzer II
Número construido: 1856
Año: 1936
Tipo: Tanque Ligero

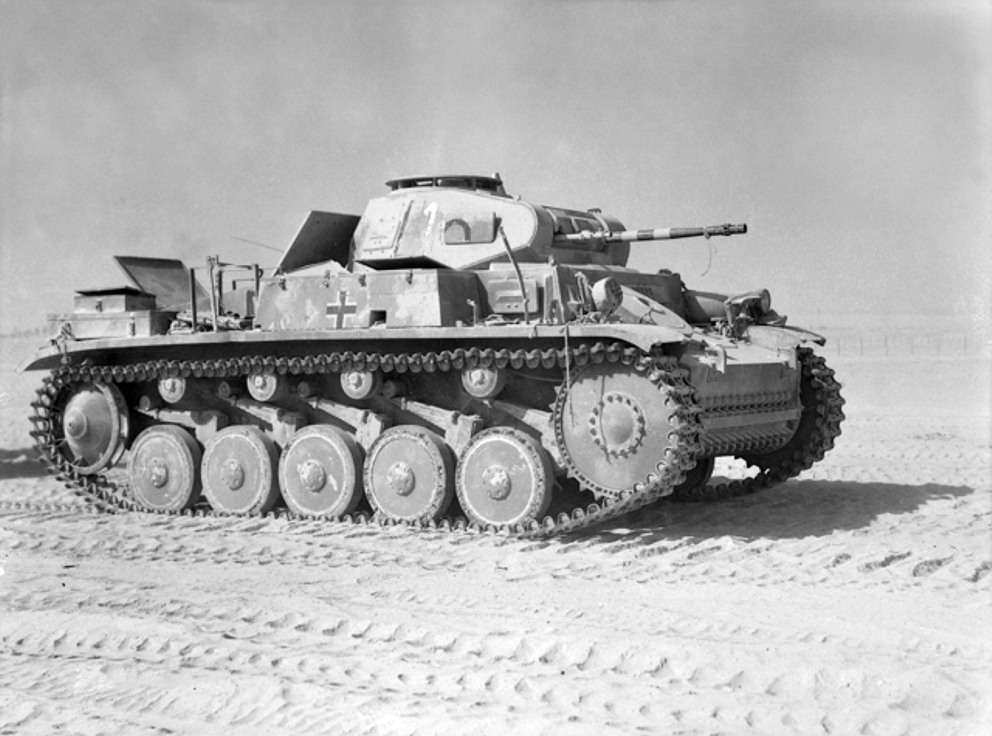
Un Panzer II capturado en El Alamein, Egipto (agosto de 1942).

También conocido como PzKpfw II, Panzerkampfwagen II, Sd. Kfz. 121.
El Panzer II estaba armado con un cañón de 20 mm, que tenía cierta capacidad antiblindaje. Antes de comenzar la guerra, se construyeron 1223.
Variantes:
- Panzer II (A, B, C, D, E, F, L "Luchs" y J): armado con un cañón de 20 mm
- Panzer II (G): armado con el rifle automático MG141 de 7,92 x 94 mm
- Panzer II (H): designación experimental VK 9.03
- Panzer II (M): armado con un cañón de 50 mm
- Panzer II Flamm: carro de combate lanzallamas. La f es de flammenwerfer (lanzallamas en alemán).
- Marder II: chasis del Panzer II (Sd. Kfz. 131) con un cañón Pak 40 de 75 mm.
- Sd.Kfz. 124 Wespe: chasis del Panzer II (Sd. Kfz. 124) con un obús ligero de 105 mm.
- Sturmpanzer II Bison: chasis del Panzer II alargado con un obús de 15 cm.
- 5 cm PaK 38 auf Fahrgestell Panzerkampfwagen II: el PaK 40 de 7,5 cm estaba montado en el chasis del tanque del Ausf. F
- 7,62 cm PaK 36 (r) auf Fahrgestell Panzerkampfwagen II: variante cazacarros armada con el cañón antitanque soviético de 76,2 mm: Marder II (Sd.Kfz. 132)
- Munitions Selbstfahrlafette auf Fahrgestell Panzerkampfwagen II
- Panzerkampfwagen II mit Schwimmkörper: Uno de los primeros intentos de Alemania de desarrollar un tanque anfibio ,
- Bergepanzerwagen auf Panzerkampfwagen II Ausf. J: vehículo de recuperación
- Panzerkampfwagen II ohne Aufbau: vehículo de transporte
- Panzer Selbstfahrlafette 1c: armado con un cañón PaK 38 de 5 cm
- VK 1602 Leopard: era un prototipo de tanque ligero de reconocimiento, estaba basado en el Panzer II Ausf. J (VK 16.01) y en el Panzer II Ausf. M (VK 13.01)

### Panzer 35(t)
Número construido: 434
Año: 1936
Tipo: Tanque Ligero
Fue un tanque ligero diseñado por Checoslovaquia utilizado principalmente por la Alemania nazi durante la Segunda Guerra Mundial . La letra (t) significa tschechisch (alemán: "checo"). En el servicio checoslovaco, tenía la designación formal Lehký tank vzor 35 (Light Tank Model 35), pero se le conocía comúnmente como LT vz. 35 o LT-35 .

### Panzer 38(t)
Número construido: 1414
Año: 1939
Tipo: Tanque Ligero

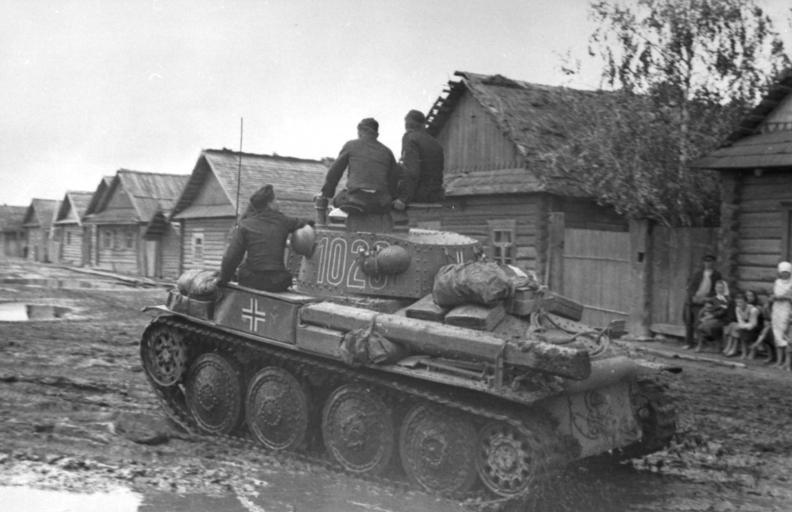
Un Panzer 38(t) en Rusia (junio de 1941).

También conocido como PzKpfw 38(t), Panzerkampfwagen 38(t), Sd. Kfz. 140.
En marzo de 1939, La Alemania nazi ocupó la República de Checoslovaquia y utilizó su industria armamentística. El carro LT vz. 38, que se había comenzado a fabricar para el ejército checoslovaco, se renombró Panzer 38(t). La t es de tschechisch (checo en alemán). Antes del comienzo de la guerra, se habían construido solo 78 Panzer 38(t).
Alemania continuó fabricando Panzer 38(t) durante la guerra. A comienzos de 1942, el diseño estaba obsoleto. Sin embargo, las líneas de producción ya funcionaban y el vehículo era mecánicamente fiable, así que se decidió buscar otros usos para los chasis de los Panzer 38(t).
Variantes:
- Panzer 38(t) A, B, C y D: fabricación alemana

- Panzer 38(t) E, F y G: blindaje frontal aumentado a 50 mm

- Marder III: (Sd. Kfz. 138) con un cañón Pak 40 de 7,5 cm
- Marder III: (Sd. Kfz. 139) con un cañón ruso capturado de 76,2 mm
- Grille: chasis del Panzer 38(t) (Sd. Kfz. 138/1) con un cañón pesado de 15 cm
- Aufklärer auf PzKpfw 38(t) con 2 cm KwK 38 oder 7,5 cm Kwk 38 L724 (Sdkfz 140/1): Vehículo de reconocimiento con una torreta abierta equipada con un cañón de 2 cm (50 unidades) o uno de 7,5 cm corto (dos unidades)
- Flakpanzer 38(t): Vehículo antiaéreo equipado con un Flak 38 de 2 cm (130 unidades)
- Munitionspanzer 38(t) (Sf) Ausf K (Sdkfz 138): Vehículo de transporte de munición para acompañar a los Grille, cuya capacidad de almacenamiento de proyectiles era muy pequeña
- Munitionsschlepper auf Fahrgestell PzKpfw 38(t): Vehículo de apoyo para formaciones de carros de combate y artillería autopropulsada
- Schulfahrerwanne Panzer 38(t): Chasis adaptados para entrenamiento de conductores
- Hetzer/Jagdpanzer 38(t): Modificación del chasis del Panzer 38(t) con un cañón de 7,5 cm Pak 39 L/48. Montado en una superestructura cerrada de paredes inclinadas

### Panzer III
Número construido: 5774
Año: 1937
Tipo: Tanque Medio

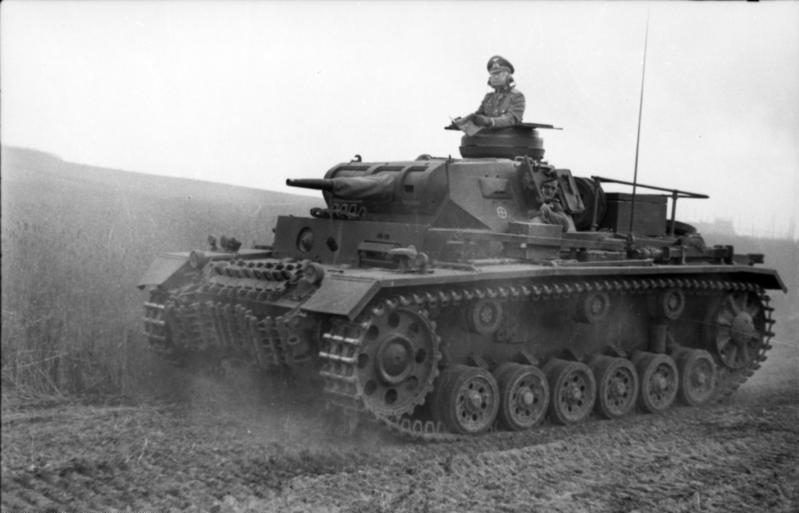
Un Panzer III en una carretera de Yugoslavia, 1941.

También conocido como PzKpfw III, Panzerkampfwagen III, Sd. Kfz. 141.
El Panzer III fue diseñado como tanque medio. Equipado con un cañón rápido de 37 mm, con una torreta capaz de contener el cañón de 50 mm de 42 calibres de longitud (L/42) que lo equiparía una vez estuvo listo. La producción anterior a la guerra fue de 98 vehículos. Durante la guerra, se cambiaría dicho cañón por uno de 50 mm de mayor longitud (L/60) para mejorar su potencia antitanque.
El Panzer III fue el primer tanque con torreta para tres personas: comandante, artillero y cargador.
Variantes:
- Panzer III (A, B, C, D, E y F): armado con cañón L/45 de 37 mm
- Panzer III (G, H y J): armado con cañón L/42 de 50 mm
- Panzer III (J/1, L y M): armado con cañón L/60 de 50
- Panzer III (N): armado con cañón L/24 de 75 mm para apoyo de infantería
- Panzer III (K): variante de tanque de mando
- Flammpanzer III: armado con un lanzallamas
- Sturmgeschütz III (o Sturmgeschütz 40): también conocido como Sd. Kfz. 142/1 o "StuG" por las tropas aliadas. Estaba formado por diferentes tipos de cañones antitanque (L/24 de 75 mm, más tarde con un cañón L/43 y L/48) montados en el chasis del Panzer III. Existen distintas variaciones del StuG: Sd. Kfz. 142/1 (A, B, C, D, E ,F y G)
- Tauchpanzer III: algunos Panzer III fueron adaptados para sumergirse durante la Operación León Marino.
- Panzerbeobachtungswagen III - Tanque observador de artillería de avanzada
- Bergepanzer III: vehículos blindados de recuperación
- Flammpanzer III (Fl) - Tanque lanzallamas .
- Panzerbefehlswagen III - Tanque de mando con radios de largo alcance
- Sturm-Infanteriegeschütz 33B : un cañón de asalto
- Munitionspanzer III: algunos Panzer III se convirtieron en transportadores / tractores de municiones

### Panzer IV
Número construido: 8553
Año: 1936
Tipo: Tanque Medio
También conocido como PzKpfw IV, Panzerkampfwagen IV, Sd. Kfz. 161.
El Panzer IV fue diseñado junto al Panzer III. El Panzer IV era ligeramente más grande, pesado y con un cañón de mayor calibre. Fue diseñado para atacar posiciones enemigas. La producción anterior a la guerra fue de 211 tanques. Estaba originalmente armado con un cañón L/24 de 75 mm. En marzo de 1942, se actualizó a un cañón L/43 de 75 mm y, en junio de ese mismo año, a un cañón L/48 de 75 mm.
Variantes:
- Panzer IV (A, B, C, D, E y F1): Panzer IV con un cañón L/24 de 75 mm
- Panzer IV (F2 y G): Panzer IV con un cañón L/43 de 75 mm
- Panzer IV (H y J): Panzer IV con un cañón L/48 de 75
- Sturmgeschütz IV: cañón de asalto, utilizando la superestructura del Sturmgeschütz III en el chasis de un Panzer IV; armado con un cañón L/48 de 75 mm (Sd. Kfz. 167)
- Jagdpanzer IV: cazacarros con una caña L/48 de 75 mm, posteriormente un cañón L/70 en el chasis de un Panzer IV (Sd. Kfz. 162)
- Sturmpanzer IV (Brummbär): con un obús de 150 mm en un chasis de un Panzer IV (Sd. Kfz. 166)
- Sd.Kfz. 165 Hummel: con un obús de 150 mm en un chasis de Geschützwagen III/IV (Sd. Kfz. 165)
- Heuschrecke 10: fue un prototipo de obús autopropulsado. La designación oficial del vehículo era 10,5 cm leichte Feldhaubitze 18/1 L/28 auf Waffenträger Geschützwagen IVb. Inicialmente, el Heuschrecke utilizaba un chasis acortado de Panzer IV, pero posteriormente fue reemplazado por el chasis Geschützwagen IV desarrollado para el obús autopropulsado Hummel.
- Nashorn: con un cañón Pak43/1 de 88 mm en un Geschützwagen III/IV, conocido también como Hornisse (Sd. Kfz. 164)
- Dicker Max: con un cañón 10,5 cm schwere Kanone 18[2]
- Flakpanzer IV: variante antiaérea basados en el chasis. Son, en orden de desarrollo:
  - Möbelwagen: con un cañón antiaéreo Flak 43 L/89 de 37 mm en un chasis de Panzer IV
  - Wirbelwind: con cuatro cañones Flak 38 L/112.5 de 20 mm en una torreta blindada con chasis de Panzer IV
  - Ostwind:con un cañón antiaéreo Flak 43 L/89 de 37 mm en una torreta blindada con chasis de Panzer IV
  - Kugelblitz: vehículo antiaéreo de torreta esférica con un cañón antiaéreo doble de 30 mm con chasis de Panzer IV
- Tauchpanzer IV: Un Panzer IV Ausf. D adaptado para ser sumergible con vistas a participar en la -nunca realizada- Operación León Marino (invasión de Gran Bretaña).
- Panzerbefehlswagen: Tanque de mando con equipo de radio adicional
- Panzerbeobachtungswagen IV: Tanque de observación de artillería con equipo de radio especial
- Brückenleger IV: vehículo porta puentes
- Bergepanzer IV: vehículo blindados de recuperación

### Panzer V Panther
Número construido: 6000
Año: 1942
Tipo: Tanque Medio

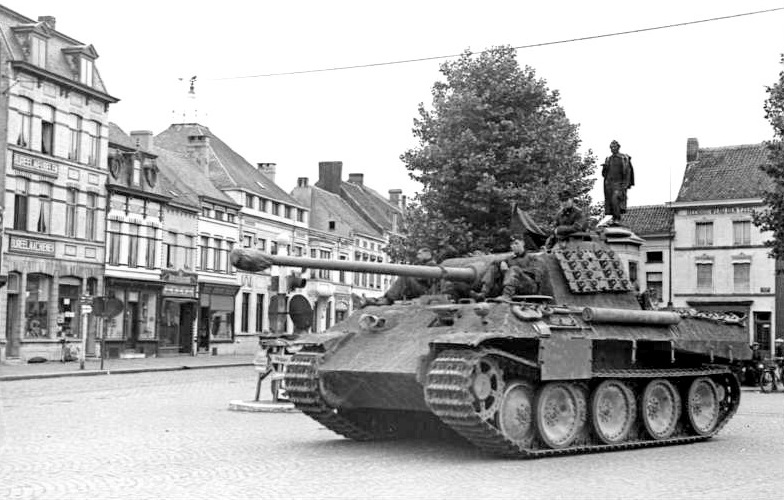
Un Panther 1 en la frontera Franco-Belga (junio de 1944).

También conocido como PzKpfw V, Panzerkampfwagen V, Panther, Sd. Kfz. 171.
El Panther era un tanque medio. Fue la respuesta alemana al T-34 soviético. Considerado generalmente como el tanque que mejor combinó durante la guerra los tres elementos principales de los tanques: poder de fuego, movilidad y blindaje. Su blindaje frontal era robusto gracias a su inclinación así como a su espesor, por lo que los vehículos enemigos tendían a flanquearlo para destruirlo, salvo en los pocos casos de las unidades equipadas con los potentes cañones aliados, siempre que se le enfrentaran a corta distancia. Sin embargo, su fiabilidad mecánica le causó problemas y las primeras entregas fueron propensas a incendiarse.
Variantes:
- Panzer V Panther (D, A y G ): Armado con cañón KwK 42 L/70 de 75 mm
- Panzer V Panther (B, C y F): Prototipos
- Jagdpanther: cazatanques con un cañón L/71 Pak43 de 88 mm en un chasis de Panzer V (Sd. Kfz. 173)
- Flakpanzer Coelian: proyecto de vehículo antiaéreo, planeado para ser armado con cañones antiaéreos gemelos Flak 43 de 37 mm en una torreta blindada
  - Flakwilling 5.5cm Coelian "Mammut": Una actualización del Flakpanzer Coelian que monta un Flakwilling doble de 5,5 cm.
- Befehlspanzer Panther - carro de mando con equipamiento de radio adicional
- Beobachtungspanzer Panther - carro de observación para observadores de artillería; el cañón era simulado y el único armamento eran dos ametralladoras MG 34.
- Bergepanther - vehículo blindado de recuperación
- VK 30.01 (DB): diseño de Daimler-Benz para un tanque de 30 toneladas
- VK 30.02 (DB): Fue el diseño de tanque que Daimler Benz presentó para el proyecto VK 30 , que finalmente se convirtió en el tanque Panther
- VK 30.02 (M): Desarrollado por la compañía MAN simultáneamente, la compañía Daimler-Benz desarrollaba un proyecto competidor. El diseño de MAN fue elegido, y el tanque finalmente entró en servicio como el Pz.Kpfw. V Panther.
- Geschützwagen Panther für sFH18 / 4 (Sf) Gerät 811 / GW Panther: Un portador de armas / artillería autopropulsada con obús de campo pesado desmontable de 15 cm sFH18 / 4 . El único prototipo fue completado por Daimler-Benz justo antes de que terminara la guerra en 1945.
- Jagdpanther Starr: Un cazacarros con un PaK43 / 1 L / 71 de 8,8 cm montado rígidamente en desarrollo por Krupp al final de la guerra.
- Sturmpanther: Un tanque de asalto proyectado que monta un StuH43 / 1 de 15 cm . La producción no se inició antes de que terminara la guerra.
- Gerät 5-1028: Un diseño de waffenträger de Rheinmetall que monta un leFH 18 de 10,5 cm en un chasis derivado del Panther.
- Gerät 5-1211: Un diseño de waffenträger de Krupp que monta una K43 de 12,8 cm .
- Gerät 5-1213: Un diseño de waffenträger de Rheinmetall montado en un K43 de 12,8 cm
- Gerät 5-1228: Un diseño de waffenträger de Krupp que monta un sFH18 de 15 cm
- Flakpanther 8.8 cm: Se hicieron diseños para un Flakpanther que montaba un FlaK 41 de 8,8 cm en una torreta blindada.

El sistema de radio y armamento estaba dispuesto de tal manera que en el campo de batalla se podía hacer la conversión a puesto de mando. 
El montaje de la instalación antiaérea era fácilmente realizable en el campo.

### Panzer V Ausf. B Panther II
Número construido: 1
Año: 1943
Tipo: Tanque Medio
El Panther II fue construido como un sucesor del tanque Panther, presentando mejoras de las lecciones aprendidas de la campaña del frente oriental. Aunque visualmente similar, era esencialmente un tanque diferente, con una armadura más gruesa, una nueva torreta, motor y cañón. Muchos de los componentes del Panther original fueron eliminados y reemplazados por componentes del Tiger y Tiger II. Habría sido más rápido, aunque pesaba más. Se fabricó un prototipo, pero se detuvo para enfocarse en el Panther I. Parte de la influencia del diseño recayó en el E-50.

### Panzer VI Tiger ausf. E "Tiger I"
Número construido: 1347
Año: 1942
Tipo: Tanque Pesado

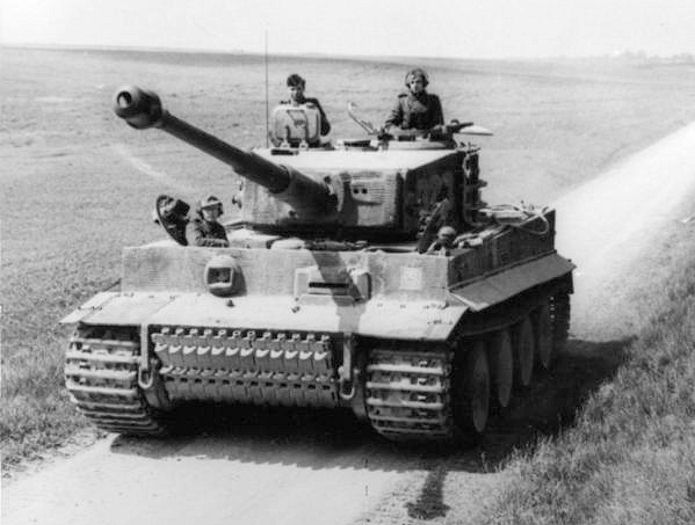
Un Tiger I en el norte de Francia, 1944.

También conocido como PzKpfw VIE, Panzerkampfwagen VIE, Tiger I, Sd. Kfz. 181.
El tanque estaba armado con un cañón L/56 de 8,8 cm montado en una torreta diseñada por Krupp y montado en prototipos propuestos por empresas independientes. El 26 de mayo de 1941, Hitler ordenó a las empresas MAN, Daimler-Benz, Porsche y Henschel que diseñaran un nuevo tanque pesado. Tras casi un año de trabajo y ante la retirada de las dos primeras empresas en favor del desarrollo del Panzer V, se programó una demostración para Hitler el 20 de abril de 1942, el día de su cumpleaños. Franz Xaver Reimspiess desarrolló el prototipo de Panzer VI por parte de la compañía Porsche. El diseño de Henschel, bajo la dirección del Dr. Erwin Aders, se basó en los anteriores diseños de la compañía de tanques pesados, ganando la competición. Este prototipo se produjo en serie convirtiéndose en el Tiger I; por otra parte el diseño de Porsche se transformó en el Ferdinand, con el fin de aprovechar los 90 ejemplares de chasis construidos antes de la adjudicación del contrato de construcción. Porsche era amigo personal de Hitler y estaban convencidos de que su diseño resultaría ganador. Pero el prototipo de Henschel era claramente superior.
La falta de inclinación en el blindaje demostró ser su punto débil. En la batalla de Kursk, los nuevos cañones aliados fueron capaces de penetrarlo, incluso en su frontal.
Variantes:
- Sturmtiger: armado con un lanzacohetes/mortero de 380 mm en un chasis de Tiger I.
- Bergetiger: vehículo de mantenimiento en un chasis de Tiger I.
- Panzer VI Ausf. H Tiger: designado durante su desarrollo donde 'H' denotaba a Henschel como diseñador / fabricante.
- Panzer VI Ausf. E Tiger: designado durante su producción
- VK 30.01 (P): fue un prototipo de tanque medio producido en Alemania entre 1940 y 1941. Dos chasis fueron producidos. El tanque nunca llegó ser producido en serie, pero fue el precursor del VK 45.01 Tiger (P). El VK 30.01 (P) también fue llamado Porsche Typ 100.
- VK30.01 (H): un diseño temprano del Panzer VI Tiger, al cual se le montó un cañón Rheinmetall K L/61 de 12,8 cm, basado en el FlaK 40.
  - Sturer Emil: un cazacarros autopropulsado experimental con un cañón Rheinmetall K L/61 de 12,8 cm.
- VK 36.01 (H): fue un tanque pesado experimental fue un desarrollo posterior del tanque medio experimental VK 30.01 (H) y posteriormente condujo al desarrollo del VK 45.01 (H) .
- Tiger (P) o VK 45.01 (P): cuenta con una placa adicional de 100 mm en el frontal y con modificaciones en el chasis
  - Panzerjäger Elefant: Utilizaba el mismo cañón Pak de 88 mm que el Nashorn, el Jagdpanther y el King Tiger. Su chasis era el mismo que el prototipo de Tiger I fabricado por Porsche (VK 4501 P).
- VK 45.01 (H): fue un tanque alemán que fue el prototipo final del Panzer VI Tiger I , desarrollado a partir del VK 36.01 (H) , diseñado por Henschel . Fue seleccionado por Adolf Hitler sobre el VK 45.01 (P) de Porsche para su producción en el Tiger I. Se presentó en dos variantes, el VK 45.01 (H) H2 con un cañón de 75 mm L / 70 y el VK 45.01 ( H) H1 con un cañón L / 56 de 88 mm.
- Fahrschulpanzer VI: tanques Tiger de la escuela de conducción

### Panzer VI Tiger ausf. B "Königstiger o Tiger 2 o King Tiger"
Número construido: 492
Año: 1943
Tipo: Tanque Pesado

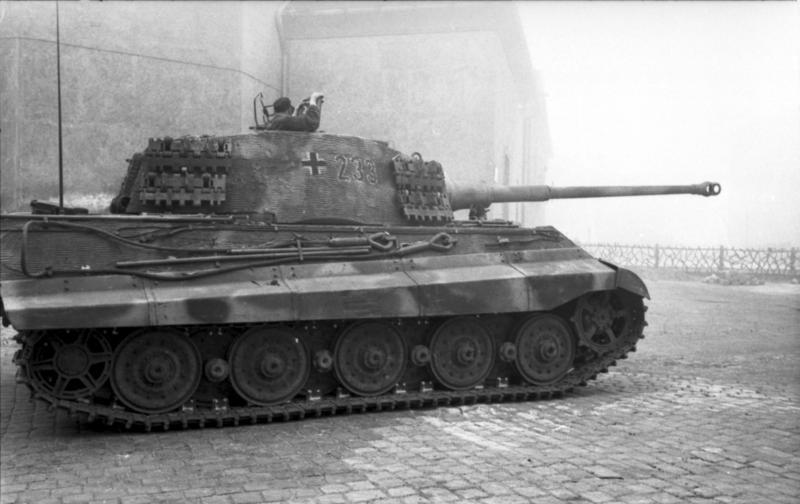
Un Panzer VI Tiger Ausf. B en Budapest, Hungría (octubre de 1944).

También conocido como PzKpfw VIB, Panzerkampfwagen VIB, Tiger II, Königstiger, Sd. Kfz. 182.
El Panzer VI Tiger II Ausf. B fue un tanque pesado armado con un cañón L/71 de 88 mm. Combinaba la potencia y precisión del cañón 8,8 cm Pak 43 L/71 con blindaje pesado e inclinado, lo que por un lado le daba ventaja al poder alcanzar sus blancos antes de que el enemigo pudiese responder con fuego. Por otro, su blindaje frontal resultó impenetrable en batalla, lo que a su vez condujo a que los vehículos enemigos tuviesen que intentar flanquear o rodearlo para poderlo destruir, ya que su blindaje lateral era de solo 80 mm eso era menos de la penetración de un T-34. 
Variantes:
- Modelo henschel: era la misma torreta por el lateral pero tenía 85 mm adicionales.
- Modelo porsche: tenía una torreta de 100 mm angulada. La trampa de rebotes llevaba a la posición del operador de radio.

- Jagdtiger: armado con un cañón L/55 Pak44 de 128 mm (Sd. Kfz. 186).
- Geschützwagen Tiger: fue un obús autopropulsado que nunca entró en servicio, Había planeadas dos versiones; una armada con un cañón de 17cm y otra con uno de 21cm.
- VK 45.02 (P): Fallido proyecto de tanque pesado diseñado por Ferdinand Porsche para competir con el diseño de Henschel, con dos variantes de diseño (Ausf. A y Ausf. B) que incorporan diferentes características (uno con la torreta delantera y el otro con la torreta trasera), se llamaron typo 180 y 181
- VK 45.02 (H): Prototipo Tiger II de Henschel.
- Gepanzerter Mannschaftstransportwagen Kätzchen: Proyecto para un vehículo de transporte de infantería
- Panzerbefehlswagen Tiger Ausf. B: variante de vehículo de mando

### Panzer VII Löwe
Número construido: 0
Año: 1942
Tipo: Tanque Superpesado
Aún más grande y pesado era el tanque superpesado Löwe . Se traduce como "León" en alemán. Permaneció en planos y fue cancelado a favor del Maus más pesado.
Variantes:
- Leichter Löwe VK 70.01 (K) (versión ligera), la cual tendría una tripulación de 5 personas, un peso de 76 toneladas, blindaje frontal de 100 milímetros de espesor, un cañón de 105mm/L70 de alta velocidad montado en su parte trasera junto a una ametralladora coaxial, desarrollando con su motor de 1000 caballos -el mismo que el montado por las lanchas rápidas Schnellboot- una velocidad máxima de 27 kilómetros por hora.

- Schwerer Löwe VK 72.01 (K) (versión pesada), misma tripulación, motor, y armamento -aunque con la torreta montada en el centro del chasis-, blindaje frontal de 120 milímetros de espesor, peso de 90 toneladas, y velocidad punta de 23 kilómetros por hora.

### Panzer VIII Maus
Número construido: 2 completo y 1 incompleto
Año: 1944
Tipo: Tanque Superpesado
El Maus era un carro superpesado, más pesado que el Löwe. Se traduce como "Ratón" en alemán. Solo se construyeron dos prototipos, uno de los cuales estaba incompleto, y solo uno tenía la torreta montada, que luego fue destruida. El otro chasis fue capturado por los soviéticos, quienes luego montaron la torreta desde el otro, completado Maus, que tuvo su chasis destruido al final de la guerra por cargas de demolición.
Variantes:
VK 100.01 (P): Una versión del Maus del 4 de junio de 1942. El predecesor de 120 toneladas del tanque súper pesado existió solo en planos y nunca entró en servicio. El vehículo fue una etapa en el desarrollo del Maus.

### Panzer IX y Panzer X
Los Panzer IX y X eran dos diseños de tanques superpesados ficticios creados con fines de propaganda y contrainteligencia .

### SerieEntwicklung
Número construido: 1 incompleto (E-100)
Año: 1943
Tipo: Tanque Ligero, Tanque Medio, Tanque Pesado y Tanque Superpesado
La serie Entwicklung (del alemán Entwicklung, "desarrollo"), también conocido como "Serie E" o "E-Series", fue un intento de la Alemania nazi al final de la Segunda Guerra Mundial de producir una serie estandarizada de diseños de tanques. Habrían diseños estándar para seis clases de pesos distintos, a partir de los cuales se desarrollarían otras variantes especializadas para cumplir distintos roles. Esto apuntaba a revertir la tendencia alemana de producir diseños de tanques extremadamente complejos, lo cual contribuía a ralentizar la producción y a bajar la fiabilidad mecánica de los vehículos.
Variantes
- E-10: La intención fue crear varios cazacarros livianos en reemplazo del Jagdpanzer 38(t), junto con una nueva familia de Waffenträger (literalmente "porta-cañón"), armados con cañones antitanques pesados.
- E-25: El E-25 y sus diseños derivados, en el rango de las 25 a 50 toneladas, serían los reemplazos de todos los diseños basados en el Panzer III y Panzer IV, con el esfuerzo en conjunto de Alkett, Argus, Adler y Porsche.
- E-50 Standardpanzer: El E-50 Standardpanzer fue diseñado con el propósito de ser el tanque medio estándar, reemplazando al Panther y al Tiger I, junto con todos sus diseños derivados.
- E-75 Standardpanzer: El E-75 Standardpanzer fue diseñado con el objetivo de ser el tanque pesado estándar, reemplazando al Tiger II y al Jagdtiger.
- E-100: El diseño más cercano al E-100 era el Tiger-Maus. El Tiger-Maus nunca fue construido, pero utilizaría componentes del Tiger II y la torreta del Maus.
  - Jagdpanzer E 100: es la denominación que se le da a un Tanque superpesado sin Torreta de la Serie Entwicklung (a la que pertenecía el tanque en el que se basaba su Chasis, el Panzerkampfwagen E-100),sin embargo no pasó a la fase de construcción puesto que el final de la Segunda Guerra Mundial estaba llegando.

### Landkreuzer P. 1000 Ratte
Número construido: 0
Año: 1942
Tipo: Tanque Superpesado
El Ratte fue el diseño de tanque más pesado de los tanques alemanes de la Segunda Guerra Mundial. Ratte se traduce como "Rata". Se canceló antes de que se comenzara a trabajar en él.

### Landkreuzer P. 1500 Monster
Número construido: 0
Año: 1942
Tipo: Tanque Superpesado
Fue un preprototipo alemán de artillería autopropulsada diseñado durante la Segunda Guerra Mundial, que representaba el súmum de los diseños extremos alemanes en tanques y vehículos de combate.

### Kugelpanzer
Número construido: 1
Año: ?
Tipo: Tanque Ligero
Es un inusual y extremadamente raro vehículo blindado de la época de la Segunda Guerra Mundial.

### Tanques Designados por VK[3]
- VK 20.01-28.01 - diseños para inicialmente un tanque de 20 toneladas para reemplazar lostanques medianos Panzer III y Panzer IV .
  - VK 20.01 (III)
  - VK 20.01 (D)
  - VK 20.01 (IV)
  - VK 20.02 (M)
- VK 45.03 (H) - "Tiger III" de Henschel.
- VK 65.01 (H) - Proyecto de tanques pesados de Henschel.
- VK 302 - Pz. Sfl. 1a: